# Jérôme Niel
Pour les articles homonymes, voir Niel.
Jérôme Niel est un acteur, humoriste et vidéaste français né le 14 juin 1985 à Trappes (Yvelines). Il lance sa chaîne YouTube La Ferme Jérôme et travaille notamment pour Canal+.

## Biographie

### Jeunesse et éducation
Jérôme Niel est né le 14 juin 1985 à Trappes. Après avoir obtenu un baccalauréat économique et social, il est vendeur en jardinerie. Il poursuit ses études en LEA pendant deux mois et demi. Quelques mois plus tard, il intègre une école de radio[réf. nécessaire].

### Débuts
Arrivé à Paris, il travaille au standard de RMC pour payer son loyer. C'est là qu'il commence à publier des vidéos sur la plateforme YouTube et se fait remarquer par la chaîne MTV, pour laquelle il tourne une série de critiques musicales en quarante épisodes entre 2012 et 2013.

### Carrière
En mai 2013, Le Grand Journal remarque Groom Service, sa web-série à Montreux et l'engage pour faire d'autres épisodes de Groom Service avec les stars du festival de Cannes. Bien que Michel Denisot a arrêté de présenter Le Grand Journal, Niel continue de travailler pour la chaîne en créant une mini-série intitulée Les Tutos, déjà présente sur internet par le biais du Studio Bagel. En septembre 2014, il poursuit son travail au sein de Canal+ avec la création d'une autre mini-série, intitulée Speakerine et diffusée quotidiennement dans Le Grand Journal ; elle est articulée autour de l'analyse humoristique du programme de la soirée de l'une des chaînes du PAF.
Il participe à la vidéo Imagine Paris, où, avec une trentaine d'autres vidéastes, dans laquelle il reprend Imagine de John Lennon, en mémoire des victimes des Attentats du 13 novembre 2015 en France.
Il a ensuite des envies de cinéma : après un petit rôle dans L'Idéal de Frédéric Beigbeder, il est à l'affiche du Manoir, le film qui rassemble des Youtubeurs.
Entre la seconde moitié de l’année 2016 et mars 2017, il anime Balek ! sur Canal+, émission humoristique parodiant les jeux télévisés.
En 2018, il participe à la série Groom, dont il est le créateur (avec le Studio Bagel). Il y interprète le rôle de William, le fils d'un richissime homme d'affaires qui se trouve forcé de remplacer le groom d'un hôtel, involontairement blessé.
En 2023, Jérôme Niel est à l'affiche du film d'horreur Vermines, une invasion d'araignées mortelles dans l'immeuble d'une cité.
En 2025, il joue dans la cinquième saison de LOL : qui rit, sort ! sur Amazon Prime Video.

### Vie privée

#### Accusations de violences conjugales
Le 10 novembre 2024, Lola Cadet, son ancienne compagne, publie sur le réseau social Instagram des accusations d'« abus » et d'« emprise » sur sa personne à l'encontre de Jérôme Niel,. Le 23 avril, le Nouvel Obs publie une enquête où cette dernière l'accuse de violences psychologiques et annonce avoir porté plainte contre lui pour violences conjugales,. Jérôme Niel, quant à lui, annonce par le biais de son avocate, porter plainte pour cyberharcèlement.

## Filmographie

### Cinéma

#### Courts métrages
- 2021 : Pas Bouger de Sébastien Vaniček

#### Longs métrages
- 2016 : Rupture pour tous d'Éric Capitaine : Tony
- 2016 : L'Idéal de Frédéric Beigbeder : Le policier
- 2017 : Le Manoir de Tony Datis : Stéphane
- 2018 : Love Addict de Frank Bellocq : Remy
- 2019 : La Grande Classe de Remy Four et Julien War : Jonathan
- 2022 : Fumer fait tousser de Quentin Dupieux : Bruno
- 2022 : Balle perdue 2 de Guillaume Pierret : Yann
- 2023 : Ninja Turtles : Teenage Years (Teenage Mutant Ninja Turtles : Mutant Mayhem) de Jeff Rowe et Kyler Spears : Mondo Gecko (voix)[19],[20]
- 2023 : Daaaaaalí ! de Quentin Dupieux : le modèle à la canne
- 2023 : Vermines de Sébastien Vaniček : Mathys
- 2023 : Nous, les Leroy de Florent Bernard : Jason
- 2024 : Presque légal de Max Mauroux : Guillaume

### Télévision

#### Séries télévisées
- 2017 / 2020 : Calls : Rémi / Funzzy (voix)
- 2018 : La Petite Histoire de France : le curé
- 2021 : Or de lui : Gino
- 2021 : Frérots : Roro
- 2022 : Visitors : le reporter
- 2023 : Gustave : (création de voix)
- 2025 : Malditos : Manuel
- 2025 : Lucky Luke de Benjamin Rocher : Joe Dalton
- 2025 : LOL : qui rit, sort !
- 2026 : Paolo de Sébastien Marnier

#### Emissions de télévision
- 2012 : La Ferme Jérôme, MTV
- 2013 : Les Tutos, Le Grand Journal, Canal+
- 2014 : Le Débarquement 2, Canal+
- 2014 : Speakerine, pendant Le Grand Journal
- 2015 : Top Gear France
- 2016 : Balek !, Canal+
- 2024 : Top Gear France (saison 9)
- 2025 : LOL : qui rit, sort ! (saison 5)

### Internet
- 2023 : Hot Ones, présentée par Kyan Khojandi

### Web-séries
Liste non exhaustive.
- 2008 - 2009 : Webstory
- 2010 - 2014 : La Ferme Jérôme
- 2012 : Studio Bagel
- 2013 : Groom Service
- 2013 : Le Dézapping du Before (invité)
- 2013 : Mission 404 : Internet doit rester vivant
- 2013 : Les Tutos (anciennement appelé Les Tutos de Camille)
- 2014 : Speakerine
- 2014 : Le dernier verre
- 2015 : Le Noël de Camille
- 2016 : Camille chez le docteur
- 2018 - 2020 : Groom : William

## Radio
- 2011 : EFM (radio)
- 2013 : Guillaume Radio 2.0, NRJ (invité)
- Marmite FM (radio associative à Trappes) : interview de Jamel Debbouze

## Théâtre
- 2012 : Le Zapping Amazing
- 2013 : Le Zapping Amazing 2

## Chansons
- 2011 : On a les boules - Parodie de la chanson Fous ta cagoule
- 2011 : Tous coupables sauf Carlos Ghosn
- 2013 : Barbecue Party
- 2016 : Clash Astéroïde sur la chaîne Studio Bagel[21]
- 2024 : Démouler un cake sur la chaîne Mister V

## Distinctions
| Cérémonie         | Année | Travail nommé | Récompense           | Résultat |
| ----------------- | ----- | ------------- | -------------------- | -------- |
| Web Comedy Awards | 2014  | Jérôme Niel   | Youtubeur de l'année | Lauréat  |